# Aniołowie (album)
Aniołowie – album studyjny grupy Defekt Muzgó, wydany w 2012 roku.
W 2011 roku Defekt Muzgó po kilkuletniej przerwie wznowił działalność z inicjatywy menadżera Ireneusza Jeża. W jego skład weszli założyciele grupy: gitarzysta i wokalista Tomasz „Siwy” Wojnar, perkusista Krzysztof „Heban” Migdał oraz występujący w grupie w latach 2001–2009 basista Bogdan „Victor” Kocik. Pierwszym utworem zrealizowanym przez reaktywowany zespół był Arek Kaczmarek da radę napisany w hołdzie dla kickboksera Arkadiusza Kaczmarka. Jest to zarazem jedyny utwór na albumie zrealizowany w składzie Wojnar/Migdał/Kocik.
Utwory Ostatni dzień, Nie zamykaj drzwi, Córka policjanta oraz tytułowy są solowymi dokonaniami Dariusza „Darasa” Konkela, basisty Defektu Muzgó w latach 2009–2011, który powrócił do grupy w 2013. Wojnar i Migdał wzięli w nich udział jako muzycy sesyjni. Z kolei Ciężka kara, Uciekajcie z miasta i Zakazana piosenka są nagraniami drugiego zespołu Kocika, reggae’owego Raz Tu Raz Tam, które w niezmienionych wersjach ukazały się wcześniej na albumie tej grupy z 2007 roku.
Utwór Bez ciebie został napisany przez lidera zespołu Sedes, Jana „Młodego” Siepielę. Trafił na album w wersji demo wbrew woli autora.
Utwory Armia i Misiowa ballada są nagraniami projektu Defactum, który tworzyli gitarzysta wrocławskiego zespołu Collision Grzegorz Salamon oraz obecny gitarzysta solowy Defektu Muzgó, Dawid „Święty” Szydełko. Spośród wymienionych na płycie oficjalnych członków zespołu tylko Szydełko wziął udział w wymienionych nagraniach.
Album spotkał się z falą krytyki, zarówno ze strony mediów, jak i ze strony pierwszego lidera grupy, Tomasza „Siwego” Wojnara, który uznał go za kompilację i był przeciwny wydaniu go pod nazwą zespołu. Ostatecznie Ireneusz Jeż wydał płytę sygnując ją swoim nazwiskiem, logo grupy wydrukowano wewnątrz rozkładanej książeczki. Wkrótce po premierze płyty menadżer grupy podał na oficjalnej stronie zespołu informację jakoby Wojnar opuścił zespół. Gitarzysta temu zaprzeczył, później jednak rzeczywiście odszedł z grupy, wskutek czego Jeż stał się jedynym jej liderem. W ślad za Wojnarem poszedł Kocik, którego zastąpił powracający do grupy Dariusz Konkel.

## Lista utworów
| Nr  | Tytuł utworu                                        | Długość |
| --- | --------------------------------------------------- | ------- |
| 1.  | „Aniołowie” (Dariusz Konkel & Defekt Muzgó)         |         |
| 2.  | „Ostatni dzień” (Dariusz Konkel & Defekt Muzgó)     |         |
| 3.  | „Ciężka kara” (RazTuRazTam)                         |         |
| 4.  | „Arek Kaczmarek da radę” (Defekt Muzgó)             |         |
| 5.  | „Armia” (Defactum)                                  |         |
| 6.  | „Uciekajcie z miasta” (RazTuRazTam)                 |         |
| 7.  | „Bez Ciebie” (Sedes)                                |         |
| 8.  | „Nie zamykaj drzwi” (Dariusz Konkel & Defekt Muzgó) |         |
| 9.  | „Misiowa ballada” (Defactum)                        |         |
| 10. | „Córka Policjanta” (Dariusz Konkel & Defekt Muzgó)  |         |
| 11. | „Zakazana piosenka” (RazTuRazTam)                   |         |

## Twórcy
Defekt Muzgó:
- Ireneusz „Iras” Jeż – wokal wspierający
- Krzysztof „Heban” Migdał – perkusja (1, 2, 4, 8, 10)
- Bogdan „Victor” Kocik – śpiew (3, 6, 11), gitara basowa (3, 4, 6, 11)
- Dawid „Święty” Szydełko – gitara (5, 9)
- Tomasz „Siwy” Wojnar – wokal (4), gitara (1, 2, 4, 8, 10)

Dodatkowo:
- Dariusz „Daras” Konkel – wokal (1, 2, 8, 10), gitara basowa (1, 2, 8, 10)
- Jan „Młody” Siepiela – gitara basowa (7), śpiew (7)
- Grzegorz Salamon – wokal (5, 9), gitara basowa (5, 9)